# U.S. Route 5
De U.S. Route 5 (US 5) is een U.S. Route in de Verenigde Staten die loopt van New Haven, Connecticut tot Stanstead, Quebec.

## Traject

### US 5 inConnecticut
De weg begint aan de I-91 in New Haven en loopt dan parallel aan die snelweg naar het noorden. Men passeert door de hoofdstad Hartford en de weg steekt bij Enfield de grens met Massachusetts over. De route in Connecticut is 88 kilometer lang.

### US 5 inMassachusetts
Bij Longmeadow komt de weg de staat binnen en men passeert dan door Springfield. De weg loopt dan parallel aan de I-91 naar het noorden, waarna hij bij Bernardston de staat verlaat. De route in Massachusetts is 86 kilometer lang.

### US 5 inVermont
De weg komt bij Guilford in het dal van de rivier de Cennecticut de staat binnen en loopt dan parallel aan deze rivier en de I-91 naar het noorden. Men passeert door White River Junction en St. Johnsbury. Bij Derby Line eindigt de weg op de Canadese grens. De route in Vermont is 310 kilometer lang.

## Lengte
| Staat         | km     | mijl   |  |
|               |        |        |  |
| Connecticut   | 87,85  | 54,59  |  |
| Massachusetts | 85,99  | 53,43  |  |
| Vermont       | 309,50 | 192,32 |  |
|               |        |        |  |
| Totaal        | 483,35 | 300,34 |  |

1 ·
2 ·
3 ·
4 ·
5 ·
6 ·
7 ·
8 ·
9 ·
10 ·
11 ·
12 ·
13 ·
14 ·
15 ·
16 ·
17 ·
18 ·
19 ·
20 ·
21 ·
22 ·
23 ·
24 ·
25 ·
26 ·
27 ·
28 ·
29 ·
30 ·
31 ·
32 ·
33 ·
34 ·
35 ·
36 ·
37 ·
38 ·
39 ·
40 ·
41 ·
42 ·
43 ·
44 ·
45 ·
46 ·
48 ·
49 ·
50 ·
51 ·
52 ·
53 ·
54 ·
55 ·
56 ·
57 ·
58 ·
59 ·
60 ·
61 ·
62 ·
63 ·
64 ·
65 ·
66 ·
67 ·
68 ·
69 ·
70 ·
71 ·
72 ·
73 ·
74 ·
75 ·
76 ·
77 ·
78 ·
79 ·
80 ·
81 ·
82 ·
83 ·
84 ·
85 ·
87 ·
89 ·
90 ·
91 ·
92 ·
93 ·
94 ·
95 ·
96 ·
97 ·
98 ·
99 ·
101 ·
131 ·
163 ·
199 ·
340 ·
400 ·
412 ·
425